# Église Saint-Étienne de Fontenay
Pour les articles homonymes, voir Église Saint-Étienne et Saint Étienne.
L'église Saint-Étienne de Fontenay est une église catholique française. Elle est située sur le territoire de la commune de Fontenay, dans le département de l'Indre, en région Centre-Val de Loire.

## Situation
L'église se trouve dans la commune de Fontenay, au nord-est du département de l'Indre, en région Centre-Val de Loire. Elle est située dans la région naturelle de la Champagne berrichonne. L'église dépend de l'archidiocèse de Bourges, du doyenné de Champagne Berrichonne et de la paroisse de Vatan.

## Histoire
L'église fut construite entre le XVIe siècle et le XIXe siècle.
L'édifice est classé partiellement au titre des monuments historiques par arrêté du 29 mars 2005.